# بستنی سنتی زعفرانی

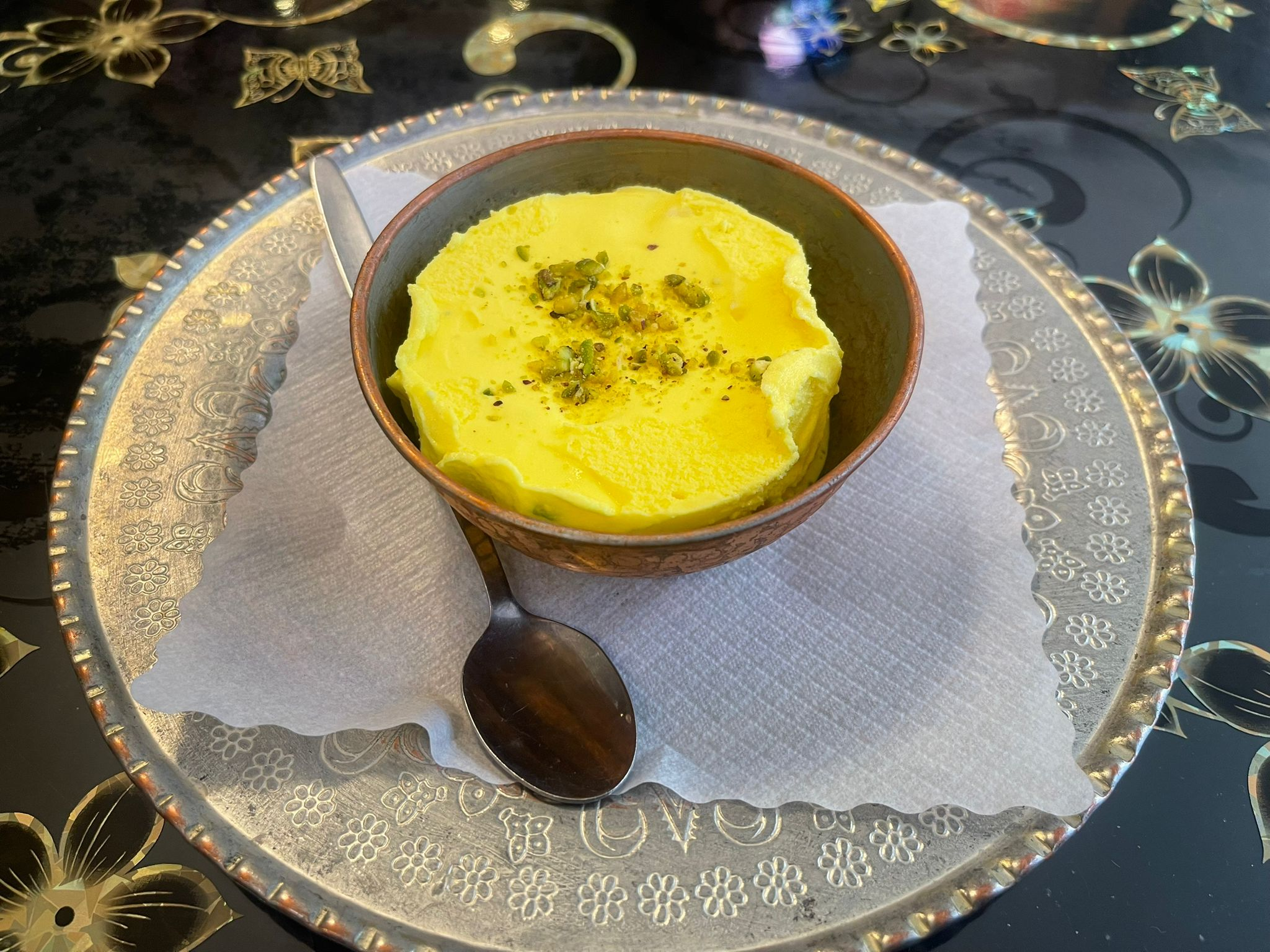
بستنی سنتی زعفرانیِ اکبر مشتی

بستنی سنتی زعفرانی یا بستنی سنتی یکی از انواع بستنی است که مصرف آن در بین خانواده‌های ایرانی رایج است.
در تهیهٔ این بستنی از شیر، تخم مرغ، زعفران، گلاب، شکر، وانیل و آرد ثعلب استفاده می‌شود.

## تاریخچه
از مشهورترین بستنی‌های سنتیِ ایرانی می‌توان به بستنی اکبر مشتی اشاره کرد. وی که از خدمهٔ دربار قاجار بود، پس از انقراض سلسلهٔ قاجاریه مغازهٔ بستنی‌فروشی خود را در حوالی میدان راه‌آهن با نام بستنی‌فروشی «اکبر مشدی» افتتاح کرد. وی اعتقاد داشت بستنی‌های ایرانی باید کاملاً با بستنی‌های خارجی متفاوت باشد و ایرانی‌ها ترجیح می‌دهند تا در بستنی‌هایشان خامه، گلاب و زعفران بیشتر از نگهدارنده‌های دیگر باشد.